# (870) Манто
(870) Манто (лат. Manto) — астероид главного пояса астероидов, принадлежащий к спектральному классу S. Астероид был открыт 12 мая 1917 года немецким астрономом Максимилианом Вольфом в Гейдельбергской обсерватории на юго-западе Германии и назван в честь пророка в греческой мифологии Манто.

## Физические характеристики
Астероид относится к распространённому классу кремниевых астероидов S.
На основании кривых блеска определено, что астероид имеет низкую скорость вращения — один оборот за 122 часа.